# Arnold Kent
Arhold Kent (1899–1928) fue un actor estadounidense nacido en Italia. Nacido como Lido Manetti en Sesto Fiorentino, empezó a trabajar bajo su nombre de nacimiento en Italia, Kent apareció en varias películas, incluyendo Goodbye Youth (1918) y Quo Vadis (1924). Kent se mudó a Hollywood y empezó a trabajar en papeles secundarios, incluyendo Hula (1927) protagonizada por Clara Bow y Clive Brook. Murió en Los Ángeles en un accidente automovilístico mientras iba en camino a hacer una aparición en una película protagonizada por Mary Pickford.

## Filmografía
- The Clemenceau Affair (1917)
- Goodbye Youth (1918)
- Through the Shadows (1923)
- Quo Vadis (1924)
- The Hearth Turned Off (1925)
- The Love Thief (1926)
- Maciste against the Sheik (1926)
- Evening Clothes (1927)
- The World at Her Feet (1927)
- Hula (1927)
- The Woman on Trial (1927)
- Beau Sabreur (1928)
- The Showdown (1928)
- The Woman Disputed (1928)